# Джуліо Арістід Сарторіо
Джуліо Арістід Сарторіо(італ. Giulio Aristide Sartorio 11 лютого, 1860, Рим — 3 жовтня, 1932,Рим) — італійський художник і скульптор, представник академізму, символізму та формальних пошуків.

## Життєпис
Походить з родини митців. Дід майбутнього художника Джироламо та його батько Рафаелло займались мистецтвом.
Відомо, що він багато малював і копіював різні картини і твори у римських церквах (фрески, мозаїки, живопис, скульптури). Це був етап пошуків себе і авторитетів у мистецтві. Але в Італії середини 19 століття на перші місця в суспільній свідомості вийшли не мистецтва, а політичні події, боротьба з поневоленням Австрійською імперією і необхідність об'єднання дрібних італійських князівств у єдину державу на зразок Франції, Бельгії, особливо Німеччини, де вирішували схожі історичні завдання.
Молодик навчався в Інституті образотворчих мистецтв у Римі, пройшовши всі етапи спокусами класицизму і помертвілого академізму. Він працюватиме у різних стилях, від буденного реалізму до символізму, хоча запам'ятався відвідувачам тогочасних виставок творами у стилі академізм.
1882 року його картина «Смерть від малярії» брала участь у виставці в Римі.
Невдоволення і пошуки нового в непривабливій реальності Італії наприкінці 1880-х років привели Сарторіо до стилістики прерафаелітів другої генерації з їх естетикою середньовіччя та релігійних пошуків. На якийсь час авторитетами для нього стають твори Холмана Ханта, Джона Еверетта Мілле, Форда Медоска Брауна. До цього періоду належить картина «Сини Каїна», показана у Парижі, де здобула перший приз.
Деякий час (два роки) працював викладачем у академії міста Веймар. Тоді відбувається його зближення з німецькими символістами, зустріч з письменником Фрідріхом Ніцше та картина з надуманим сюжетом «Діана Ефеська і раби» (1893—1898 рр.). Художник добре засвоїв малюнок людського тіла і починає перенасичувати ними власні композиції.
Перенасичення оголеними людськими тілами притаманне і його монументальним композиціям на фризах, створених для Венеціанських бієннале у 1905 та у 1907 роках, для експозицій у Мілані та в стінописах у Палаті депутатів (Палаццо Монтечиторіо 1908 та 1912 рр.). Людські фігури несамовито гнуться, аби демонструвати різноманітні ракурси, добре засвоєні художником. Але вони демонструють порожні жести або служать ілюструванням надуманих і нібито античних сюжетів і станів, назви котрих «Свято» (Приготування до свята), «Усвідомлення» чогось, чого не знає конкретно і сам художник. Жіночі і підліткові персонажі підтримують якісь панелі на кшталт кариатид, але це не декоративні скульптури, а академічні живі натурники з умовними, штучними жестами. Майстерний малюнок фризів почав приховувати ідейну порожнечу задумів і кризу пошуків, з котрої художник так і не вийшов.
1915 року він брав участь у військових операціях 1-ї світової війни і потрапив у полон. Враження від військових подій знайдуть відбиток у двадцяти семи (27) реалістичних композиціях.
Він таки виборов фінансовий успіх, витратив гроші на близькі і дальні подорожі, відвідав країни Середземного моря, Сирію, Палестину, Японію, Латинську Америку, був викладачем у Римі. 1925 року він підписав «Маніфест прихильників фашизму», що надасть відповідному урядові Італії привід — зробити його академіком.
1930 року він отримав замову на мозаїки для собору в місті Мессіна. Він встиг створити лише ескізи, але не самі мозаїки. 1932 року помер у Римі.

## Художня манера і прихована ідейна порожнеча
Молодик навчався в Інституті образотворчих мистецтв у Римі, де панували настанови пізнього класицизму і помертвілого академізму. Прихильником академічної манери з її алегоричними (нехай і реалістичними) образами і став Джуліо Сарторіо. З роками він виробив віртуозну манеру накладання фарб на кілограми людських тіл у різноманітних позах, охоплених і погнутих надприродною стихією. Це стихія однаково гне і людські фігури, і роздмухує волосся та псевдоісторичний одяг чомусь тільки молодих дівчат і жінок.
Почалися звичні для помертвілого академізму спроби за підсиленою оголеністю і еротикою численних фігур приховати ідейну порожнечу, бо художнику не було про щось значуще розповісти глядачам. Його пошуки закінчаться зближенням з італійським фашизмом, чого йому не простять і розпочнеться етап нехтування його творчістю.

## Вибрані твори
- «Сини Каїна»
- «Сивіла», офорт
- «Краєвид у Кампаньї», 1882
- «Смерть від малярії», 1882

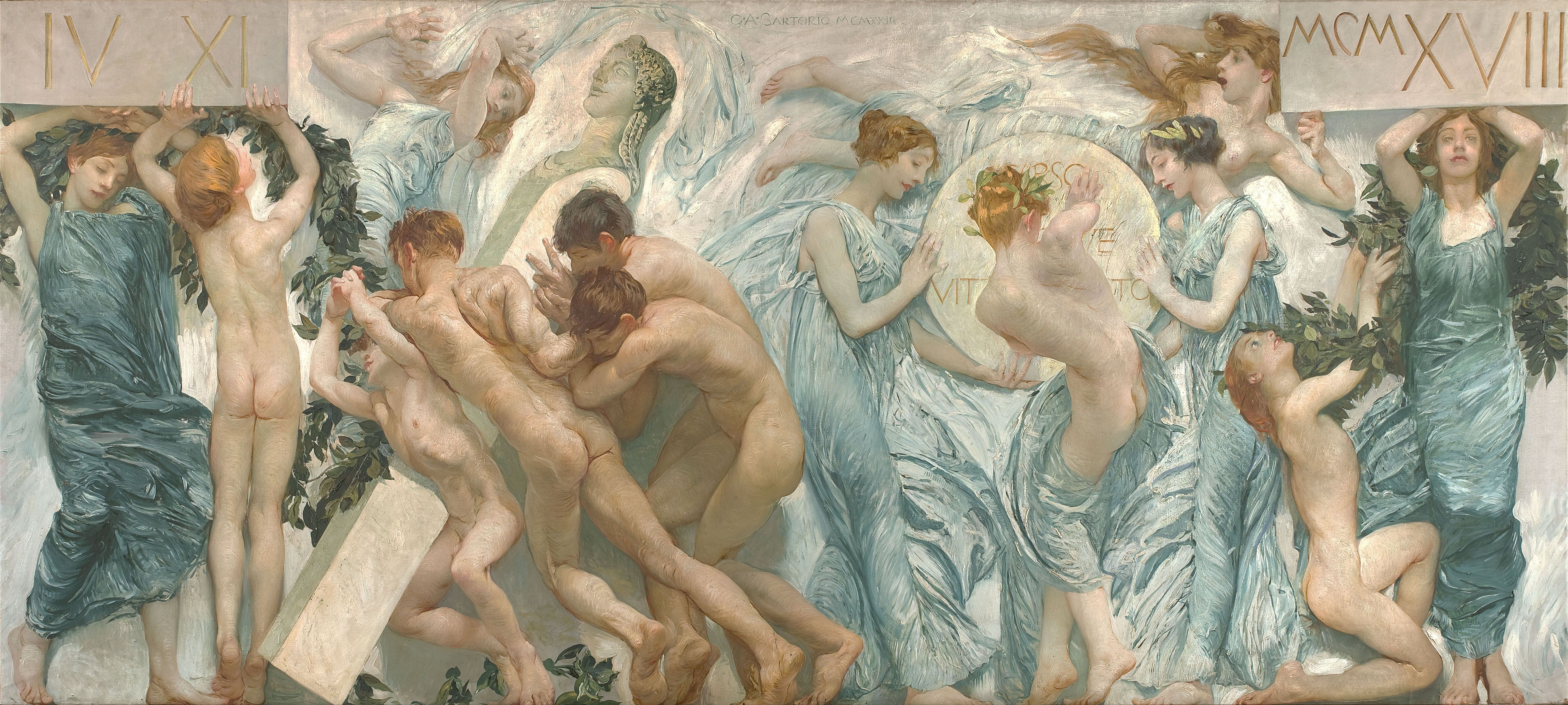
«Свято» (Приготування до свята), фрагмент

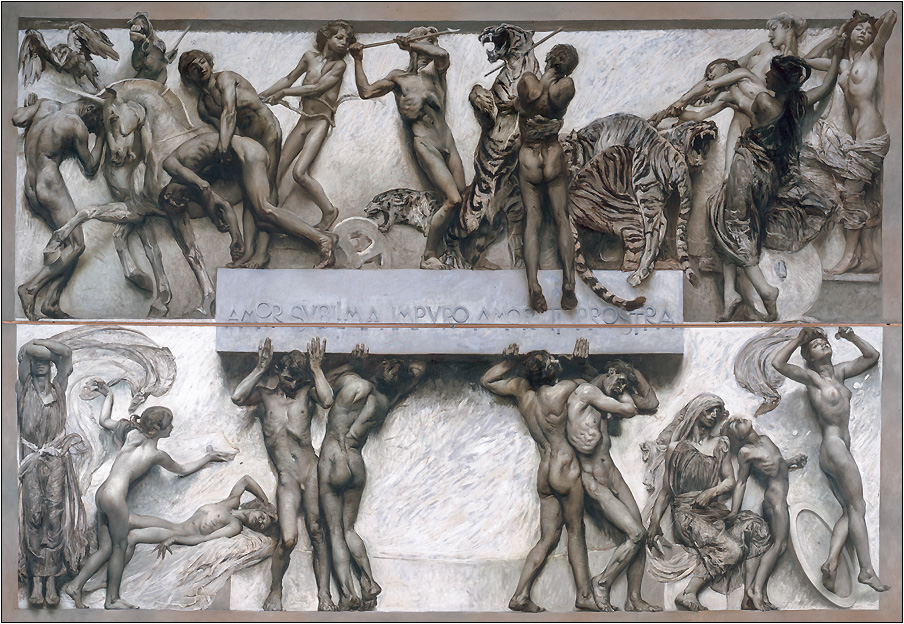
«Любов», 1906—1907

- «Діана Ефеська і раби», 1898 р.
- «Свято» (Приготування до свята)
- «Кінь» (дрібна пластика)
- «Усвідомлення», частина диптиху
- Автопортрет
- «Лови тунця в Сардинії»
- «Пейзаж у римській Кампаньї»

## Вибрані твори у різних жанрах

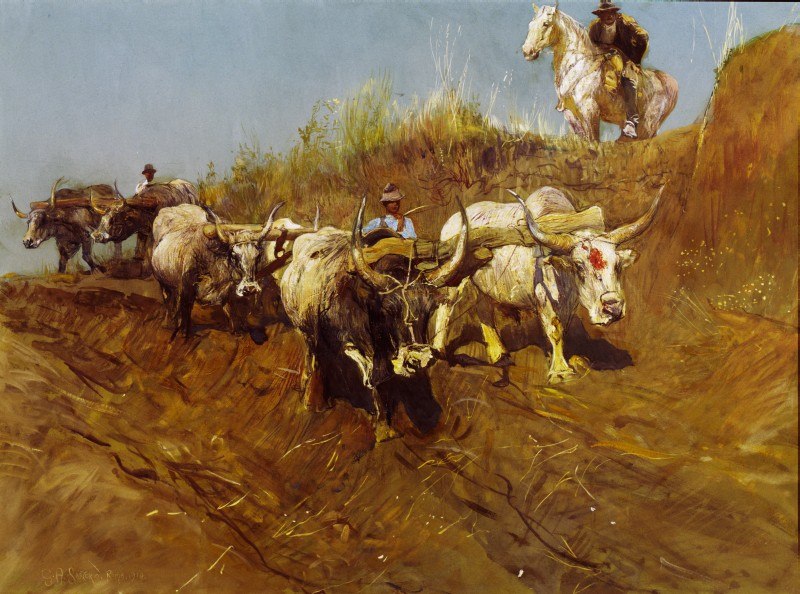
«Краєвид в Кампаньї» (Орання земель волами у листопаді), 1914 р.
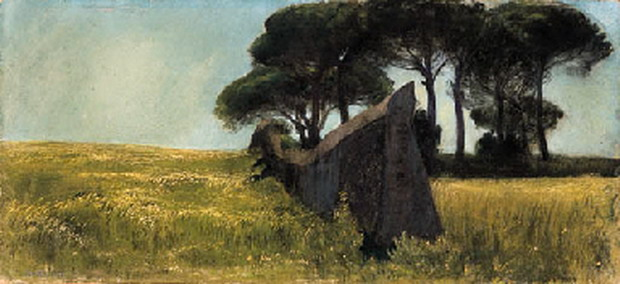
«Пейзаж в римській Кампаньї»
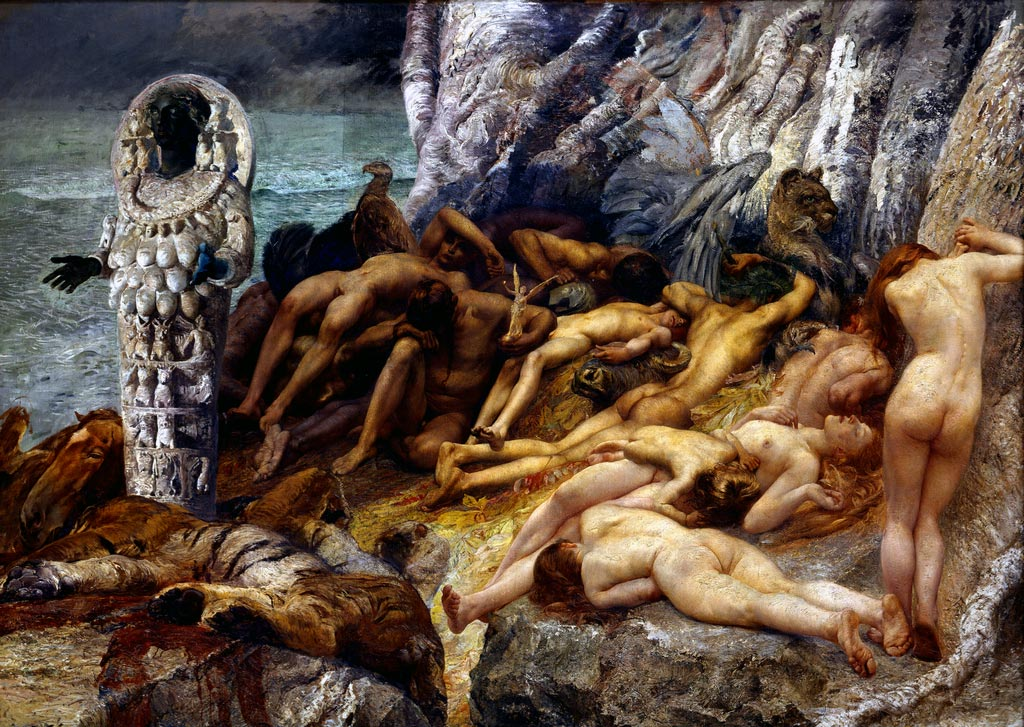
«Діана Ефеська і раби», до 1899 р.
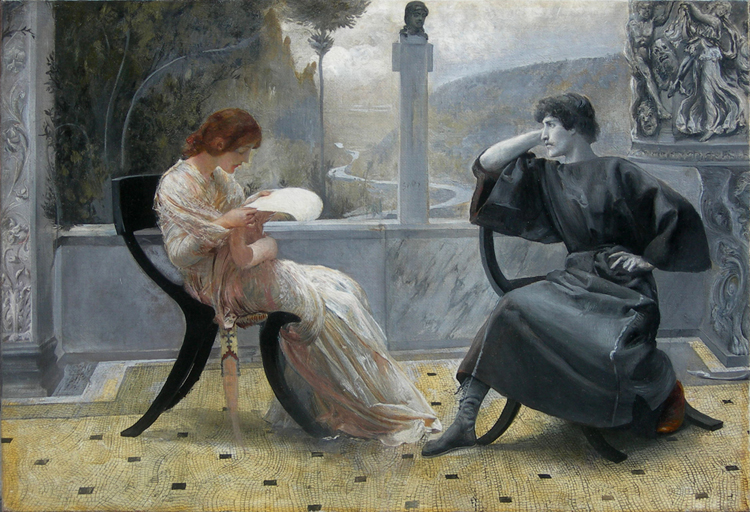
«Катулл і Клодія», кінець 19 ст.
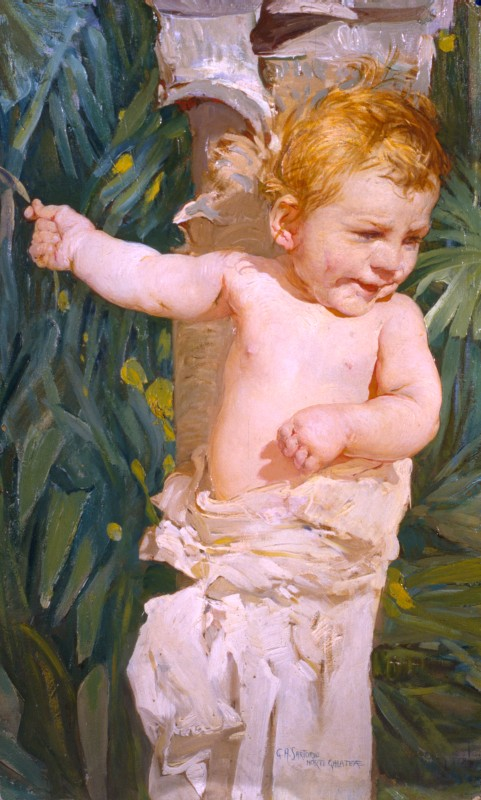
«Посмішка дитини», 1924 р.